# Luxor (elektronicafabrikant)
Luxor was een Zweeds elektronicafabrikant, gevestigd in Motala. 
Er werden onder andere huishoudelijke apparatuur, audio-apparatuur en televisietoestellen geproduceerd. De fabriek is failliet gegaan en is overgenomen door Nokia.